# Condado de Essex (Virgínia)
O Condado de Essex é um dos 95 condados do estado americano de Virgínia. A sede do condado é Tappahannock, e sua maior cidade é Tappahannock. O condado possui uma área de 740 km² (dos quais 73 km² estão cobertos por água), uma população de 9 989 habitantes, e uma densidade populacional de 15 hab/km² (segundo o censo nacional de 2000). O condado foi fundado em 1692.